# Teología nupcial

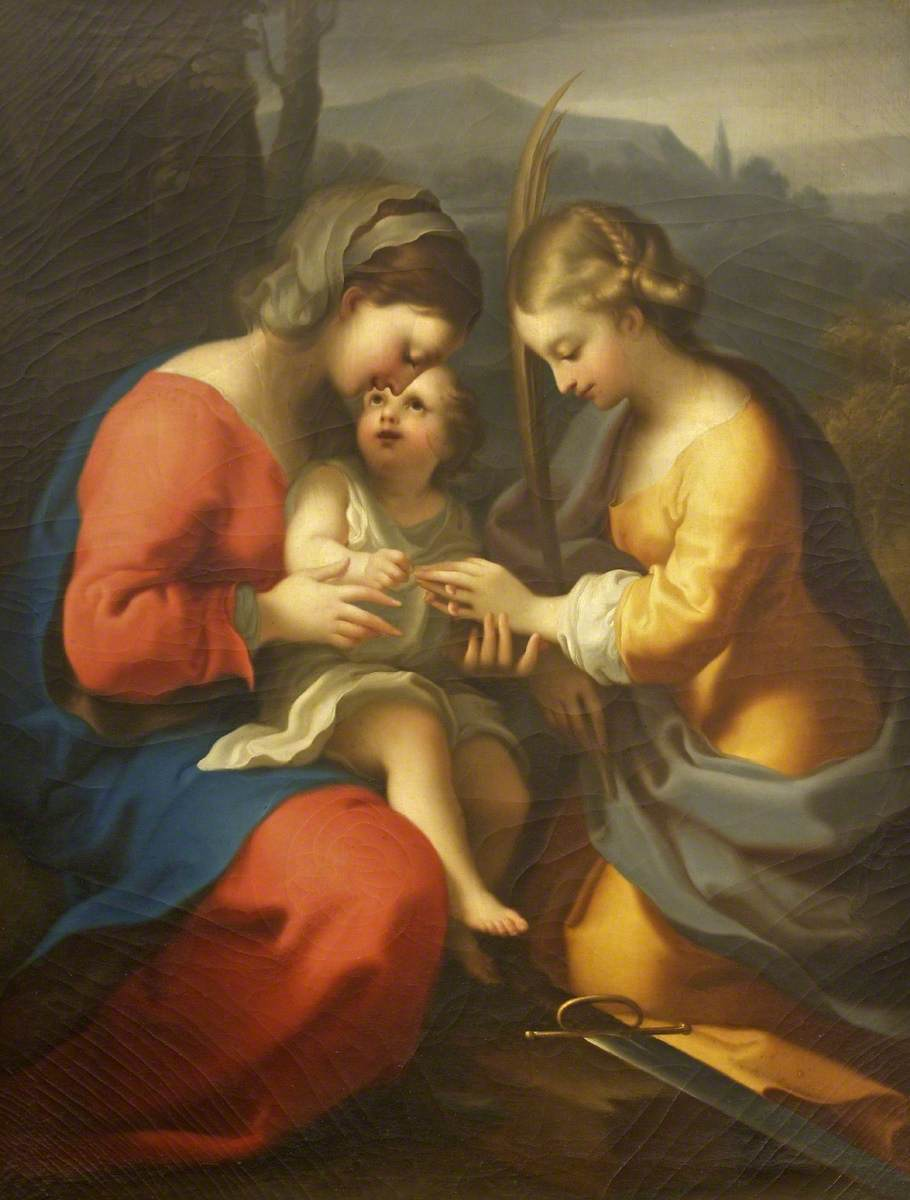
Matrimonio místico de Santa Catarina.

Dentro de la tradición cristiana,  la teología nupcial , también conocida como matrimonio místico es la representación del Nuevo Testamento de la comunión con Jesús como matrimonio, y el reinado de Dios como un banquete de bodas Esta tradición a su vez se remonta al Antiguo Testamento. Esta teología ha influido en las obras de Catalina de Siena , Teresa de Ávila , Gregorio Magno y Bernardo de Claraval . Un concepto similar existía en el gnosticismo valentiniano con la noción de la cámara nupcial, que implicaba un matrimonio con la contraparte celestial de uno Algunos místicos toman este 'matrimonio' como un símbolo de la unión con Dios y, por lo tanto, no se agudizan las connotaciones negativas para los pensadores ortodoxos.
En un culto, originado en los años 60, que se conoce como La Familia Internacional,  se enseña una forma particularmente radical de teología nupcial: se alienta a los miembros del grupo de ambos sexos a masturbarse mientras se visualizan como mujeres que tienen sexo con Jesús. Esto se conoce dentro del culto como la "revelación amorosa de Jesús"; sin embargo, no refleja con exactitud las concepciones de la corriente principal de la teología nupcial, y no se acepta más allá del culto de su origen.